# Archeologie in Nederland
Archeologie als wetenschap bestaat in Nederland sinds 1818 toen bij Koninklijk Besluit mr. dr. C.J.C. Reuvens (1793-1835) werd aangesteld als buitengewoon hoogleraar in de archeologie aan de Rijksuniversiteit Leiden. Reuvens was daarnaast belast met de oprichting van een groot nationaal museum van oudheden, het huidige Rijksmuseum van Oudheden te Leiden. De archeologie richt zich met name op de stoffelijke nalatenschap van samenlevingen in het verleden.

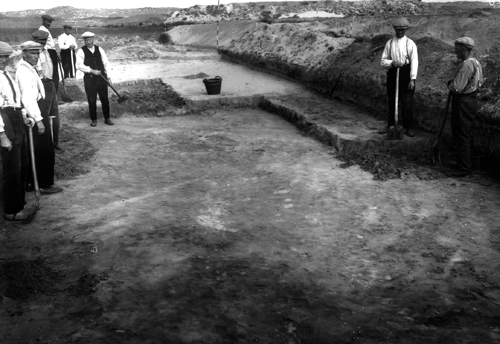
Archeologische opgravingen bij Ockenburgh (bij Den Haag) onder leiding van Dr. Holwerda, 1930-1936. Zie: Vicus van Ockenburgh

## Opleiding
Archeologie is een universitaire opleiding waarvoor een vwo-diploma is vereist of een ander diploma dat toegang geeft tot een universiteit. De opleiding duurt gemiddeld vijf jaar en wordt aangeboden door vier universiteiten:
- de Universiteit van Amsterdam, Amsterdams Archeologisch Centrum (AAC)
- de Vrije Universiteit Amsterdam, Archeologisch Centrum Vrije Universiteit (ACVU)
- de Universiteit Leiden, Faculteit der Archeologie (de enige archeologische faculteit in Nederland)
- de Rijksuniversiteit Groningen, Groninger Instituut voor Archeologie (GIA)

Tevens bestaat sinds 2006 de opleiding HBO Archeologie. Deze opleiding wordt aangeboden door Saxion te Deventer. Afgestudeerden van deze opleiding mogen zich bachelor archeoloog noemen. Hun rol in het archeologisch werkveld is in de KNA (Kwaliteitsnorm Nederlandse Archeologie) gedefinieerd.

### Afstudeerrichtingen
Er zijn binnen de studie archeologie de volgende afstudeerrichtingen en specialisaties mogelijk (verschillend per universiteit):
- Prehistorische archeologie (specialisaties: Paleolithicum, Prehistorie van Noordwest-Europa)
- Klassieke archeologie (Aegeïsch gebied, Klassiek Griekenland, Etrusken, Rome, vroeg-christelijke archeologie en latere ontwikkelingen in het Middellandse Zeegebied
- Provinciaal-Romeinse archeologie (Noordwest-Europa in de Romeinse tijd)
- Archeologie van de Middeleeuwen en de Nieuwe Tijd (Noordwest-Europa; overzeese gebiedsdelen)
- Archeologie van het Nabije Oosten (Anatolië, Mesopotamië, Levant/Palestina, Egypte)
- Archeologie van Azië (Zuid- en Zuidoost-Azië, Oost-Azië)
- Archeologie van Indiaans Amerika (Meso-Amerika, Caraïbisch gebied, e.a.)
- Science-based archaeology (Archeobotanie, Archeozoölogie, Fysische antropologie, materiële cultuur: lithica/keramiek)
- Geoarcheologie (Archaeometry, Landscape archaeology)
- Archeologische monumentenzorg/Erfgoedstudies

## Wetenschappelijke instellingen, overheid en bedrijfsleven
Buiten de universiteiten met hun archeologische instituten verrichten instellingen als het Rijksmuseum van Oudheden in Leiden veel onafhankelijke archeologisch onderzoek. Daarnaast bestaat de Nederlandse archeologie uit:
- De minister van Onderwijs, Cultuur en Wetenschap (OCW) en de staatssecretaris van Cultuur zijn politiek verantwoordelijk voor het archeologisch erfgoed in Nederland.

Het archeologische erfgoed van Nederland is wettelijk beschermd en geregeld in de Erfgoedwet, de opvolger van de Monumentenwet 1988. 
- De rijksoverheid: de Rijksdienst voor Oudheidkundig Bodemonderzoek (ROB) te Amersfoort omvatte het kenniscentrum (Archis) en was tot 1 november 2006[3] het bevoegd gezag voor de bescherming van archeologische monumenten. Op die datum is de ROB formeel opgegaan in de Rijksdienst voor Archeologie, Cultuurlandschap en Monumenten, de tegenwoordige Rijksdienst voor het Cultureel Erfgoed. De RCE verstrekt informatie, toetst beleid en adviseert op het gebied van onder meer archeologie. Bijvoorbeeld in relatie tot de ruimtelijke ordening.
- De provinciale overheid: de provinciale overheden zien toe op de instandhouding van archeologische waarden in de ruimtelijke ordening (diverse toetsingsinstrumenten). Zij maken archeologische waardenkaarten.
- De gemeenten: 37 (vooral stedelijke) gemeenten hebben de beschikking over een gemeentelijke archeologische dienst die zowel gemeentelijk archeologisch beleid uitvoeren als archeologisch noodonderzoek (laten) uitvoeren. Deze gemeenten zijn verenigd in het Convent van Gemeentelijke Archeologen (CGA).
- De bedrijven: steeds meer archeologische bedrijven, 'all round' en/of gespecialiseerd, uitvoerend en/of adviserend begeven zich op de archeologische markt. Alleen bedrijven die gecertificeerd zijn (werkend volgens de richtlijnen van de Kwaliteitsnorm Nederlandse Archeologie (KNA)) mogen aan de opgravingsmarkt deelnemen teneinde verschraling van het vakgebied en versnippering van kennis tegen te gaan. Veel archeologische bedrijven hebben zich verenigd in de Vereniging Ondernemers in Archeologie (VOiA) en veel gravende bedrijven in de Nederlandse Vereniging van Archeologische Opgravingsbedrijven (NVAO). Een deel ervan komt voort uit universiteiten, zoals RAAP Archeologisch Adviesbureau (Universiteit van Amsterdam), Archol (Rijksuniversiteit Leiden), ACVU HBS (Vrije Universiteit Amsterdam) en het failliete ARC (Rijksuniversiteit Groningen). Al deze bedrijven zijn al sinds decennia volledig verzelfstandigd. Het Archeologisch Diensten Centrum, BAAC en Archeodienst werden later buiten de universitaire context opgericht.

De Erfgoedinspectie ziet toe op naleving van de richtlijnen. Het College voor de Archeologische Kwaliteit (CVAK) stelt de richtlijnen, in de vorm van de Kwaliteitsnorm Nederlandse Archeologie, op en wijzigt deze na evaluatie met het veld. Dit college is in 2005 ondergebracht bij de Stichting Infrastructuur Kwaliteitsborging Bodembeheer (SIKB).
Als archeologische belangenbehartiger of koepel bestaat de Stichting voor de Nederlandse Archeologie (SNA). Archeologen hebben twee eigen beroepsverenigingen, de Nederlandse Vereniging van Archeologen (NVvA)
en de Belangenvereniging van Academici in de archeologie (BVA).

## AWN - Nederlandse Archeologievereniging
Het grootste deel van de vrijwillige archeologiebeoefenaars in Nederland hebben zich verenigd binnen de AWN. Oorspronkelijk stond de afkorting voor Archeologische Werkgemeenschap Nederland. Bij het 60-jarige jubileum in 2011 heeft de AWN besloten om haar naam te wijzigen in AWN vereniging van vrijwilligers in de archeologie. In 2021 werd de naam nogmaals gewijzigd, en wel in AWN - Nederlandse Archeologievereniging, om beter uitdrukking te geven aan het wijde spectrum van leden (omvattende zowel professionals als vrijwilligers).
Zo'n 2000 mensen zijn lid van deze vereniging die onderverdeeld is in 24 afdelingen, die vrijwel het gehele grondgebied van Nederland bestrijken (Limburg heeft een eigen vereniging). De AWN werd in 1951 opgericht en bestaat grotendeels uit vrijwilligers (amateurarcheologen) die waar mogelijk meewerken aan opgravingen en vondstverwerking en daarnaast opkomen voor de archeologische belangen in stad, dorp en streek. Dit doet zij onder meer door het aankaarten bij gemeenten, provincies en rijksdienst van misstanden. Ook geven zij opleidingen aan hun leden (waaronder veldwerkcursussen), bieden ze ondersteuning binnen het reguliere onderwijs (po en vo), doen ze aan publieksvoorlichting en onderhouden ze contacten met de (lokale) media. Een landelijke werkgroep is de LWAOW, de werkgroep Archeologie onder Water (de duikers). Een andere landelijke werkgroep richt zich op geofysische meettechnieken (WGMA). De Leden van de AWN onderschrijven de ethische code van de vereniging, waarmee zij zich verplichten te handelen naar de vigerende wet- en regelgeving en daar waar mogelijk bij te dragen aan de kennisvermeerdering en -verspreiding met betrekking tot de Nederlandse archeologie. De vereniging gaf sinds 1951 het blad over archeologie 'Westerheem' uit. In 2017 is dit overgegaan in het blad 'Archeologie in Nederland', met als bijlage voor de leden 'AWN Magazine'. Dit komt vier keer per jaar uit.

## Bekende Nederlandse archeologen
- Frédéric Bastet
- Roel Brandt
- Tom Bloemers
- Alexander Willem Byvanck
- Albert van Giffen
- Jan Hendrik Holwerda
- Johan Picardt
- Caspar Reuvens
- Jan Thijssen

## Verwijzingen
1. ↑  http://techniek.saxion.nl/archeologie/. Gearchiveerd op 20 december 2018.
2. ↑  https://web.archive.org/web/20140908133324/http://www.sikb.nl/upload/documents/KNA33/defitief/Deel%20II%20bijlage%20II%20Eisen%20aan%20de%20actoren%20versie%203.3.pdf
3. ↑  Start RACM. Gearchiveerd op 16 juni 2008.